# Рубенс Кардозо
Ру́бенс Кардо́зо (полное имя Рубенс Вандерлей Таварес Кардозо, порт. Rubens Vanderlei Tavares Cardoso; родился 6 сентября 1976 года в Сан-Паулу) — бразильский футболист, выступавший на позиции левого латераля (флангового защитника).

## Биография
Наиболее известен по выступлениям за ФК «Сантос», «Гремио», «Атлетико Минейро» и «Интернасьонал». В составе «Интернасьонала» Рубенс Карозо выиграл Кубок Либертадорес и стал победителем клубного чемпионата мира 2006 года.
Завершил карьеру футболиста в 2012 году в клубе «Жабакуара».
В марте 2015 года Рубенс Кардозо был назначен на пост главного тренера клуба «Ампару», выступающего во втором дивизионе Лиги Паулисты.

## Титулы
- Чемпион штата Парана: 2008
- Чемпион Кубка Бразилии: 2001
- Обладатель Кубка Либертадорес: 2006
- Обладатель Рекопы Южной Америки: 2007
- Клубный чемпион мира: 2006